# 秋田県道200号矢坂糠沢線
秋田県道200号矢坂糠沢線（あきたけんどう200ごう やさかぬかざわせん）は、秋田県山本郡藤里町から北秋田市に至る一般県道である。

## 概要
秋田県道317号西目屋二ツ井線から北東の山間部へ大沢川沿いに藤里町藤琴字二の又まで路線が続き、市町の境界部分は未整備区間で幅員が狭く未舗装の悪路・または未供用区間である。北秋田市黒沢字田子ヶ沢から再び整備区間が始まり、平野部を南東方向へ進んだあとに再び北東方向・山間部へ進路を変える。再び平野部に出て南東方向へ進路を変え、同市綴子字糠沢で国道7号へ合流する。

### 路線データ
- 総延長 : 23,351 km[2]
- 実延長 : 22,491 km[2]
- 起点 : 秋田県山本郡藤里町矢坂字中岱117番1地先（秋田県道317号西目屋二ツ井線交点）[3]北緯40度14分49.37秒 東経140度15分2.23秒
- 終点 : 秋田県北秋田市綴子字糠沢下114番1地先（糠沢交差点、国道7号交点）[3]北緯40度15分26.91秒 東経140度23分59.69秒
- 未供用区間 : 北秋田市綴子字戸草沢158番1地先 - 112番1地先 (860 m)[4][2]

## 歴史
- 1974年（昭和49年）3月19日 - 秋田県道に認定される[3]。
- 2014年（平成26年）3月25日 - 北秋田市綴子字戸草沢地内の供用を廃止し、未供用区間にする[4]。

## 路線状況

### 冬期閉鎖区間
- 区間 : 藤里町大沢二の又・地内[5]
  - 期日 : 12月初旬 - 4月中旬[6]
- 区間 : 北秋田市田子ヶ沢・地内[5]
  - 期日 : 12月初旬 - 4月下旬[7]
- 区間 : 北秋田市松原 - 北秋田市岩谷[5]
  - 期日 : 12月初旬 - 4月中旬[6]

### 交通不能区間
- 北秋田市綴子戸草沢・地内[8]

## 地理

### 通過する自治体
- 山本郡藤里町 - 北秋田市

### 交差する道路
| 施設名                                                        | 接続路線名                                                                  | 備考 | 所在地                 |
| ------------------------------------------------------------- | --------------------------------------------------------------------------- | ---- | ---------------------- |
|                                                               | 秋田県道317号西目屋二ツ井線 （=秋田県道322号きみまち阪公園素波里湖線 重複） | 起点 | 山本郡藤里町矢坂字中岱 |
| 【未供用区間】北秋田市綴子戸草沢・地内 860 m藤里町側終点 地図 |                                                                             |      |                        |
| 糠沢交差点                                                    | 国道7号                                                                     | 終点 | 北秋田市綴子字糠沢下   |